# Солтиси (Опольське воєводство)
Солтиси (пол. Sołtysy) — село в Польщі, у гміні Прашка Олеського повіту Опольського воєводства.
Населення — 159 осіб (2011).
У 1975-1998 роках село належало до Ченстоховського воєводства.

## Демографія
Демографічна структура станом на 31 березня 2011 року:
|          | Загалом | Допрацездатний вік | Працездатний вік | Постпрацездатний вік |
| -------- | ------- | ------------------ | ---------------- | -------------------- |
| Чоловіки | 76      | 8                  | 53               | 15                   |
| Жінки    | 83      | 16                 | 42               | 25                   |
| Разом    | 159     | 24                 | 95               | 40                   |